# IC 1962
IC 1962 ist eine Balken-Spiralgalaxie vom Hubble-Typ SBd im Sternbild Eridanus südlich des Himmelsäquators. Sie ist schätzungsweise 77 Millionen Lichtjahre von der Milchstraße entfernt und hat einen Durchmesser von etwa 65.000 Lichtjahren.
Im selben Himmelsareal befinden sich u. a. die Galaxien NGC 1353, NGC 1370, NGC 1377, IC 1953.
Das Objekt wurde im Jahr 1899 von DeLisle Stewart entdeckt.